# Países Bajos en los Juegos Paralímpicos de Albertville 1992
Los Países Bajos estuvieron representados en los Juegos Paralímpicos de Albertville 1992 por siete deportistas, cinco hombres y dos mujeres. El equipo paralímpico neerlandés no obtuvo ninguna medalla en estos Juegos.